# Ронкобело
Ронкобело (итал. Roncobello) је насеље у Италији у округу Бергамо, региону Ломбардија.
Према процени из 2011. у насељу је живело 246 становника. Насеље се налази на надморској висини од 1044 м.

## Становништво
Према резултатима пописа становништва 2011. у општини је живело 429 становника.
| 1931. | 1936. | 1951. | 1961. | 1971. | 1981. | 1991. | 2001. | 2011. |
| ----- | ----- | ----- | ----- | ----- | ----- | ----- | ----- | ----- |
| 964   | 764   | 907   | 797   | 595   | 504   | 470   | 495   | 429   |